# Système Universitaire de Documentation
Système Universitaire de Documentation, SUDOC (pol. Uniwersytecki System Dokumentacji) – centralny katalog informacji bibliograficznej francuskiego szkolnictwa wyższego.
Prace nad stworzeniem centralnego katalogu informacji bibliotecznej rozpoczęły się w 1994 roku. Powołana została w tym celu Agence Bibliographique de l’Enseignement Supérieur (pol. Agencja Bibliograficzna Szkolnictwa Wyższego). SUDOC wdrożony został w 2001, i wedle stanu na 2013 indeksował ponad dziesięć milionów dokumentów (książek, czasopism, obrazów, manuskryptów, map itp.) z 3212 bibliotek. Wraz z katalogiem Biblioteki Narodowej Francji i katalogiem Base Patrimoine tworzy Catalogue collectif de France (pol. Wspólny katalog francuski).